# Keisuke Harada
Keisuke Harada (japanisch 原田 圭輔 Harada Keisuke; * 11. Juni 1988 in Sapporo) ist ein ehemaliger japanischer Fußballspieler.

## Karriere
Harada erlernte das Fußballspielen in der Schulmannschaft der Fujieda Higashi High School und der Universitätsmannschaft der Universität Tsukuba. Seinen ersten Vertrag unterschrieb er 2011 bei Vegalta Sendai. Der Verein spielte in der höchsten Liga des Landes, der J1 League. 2013 wechselte er auf Leihbasis zum Zweitligisten Tochigi SC. Der Drittligist FC Machida Zelvia lieh ihn die Saison 2014 aus. Für Machida absolvierte er 11 Ligaspiele. Ende 2014 beendete er seine Karriere als Fußballspieler.

## Erfolge
Vegalta Sendai
- J1 League

Vizemeister: 2012